# Galvano Lancia
Galvano Lancia (né avant 1220 et mort à Naples le 29 octobre 1268) est un noble, condottière et homme politique italien.
Il est prince de Salerne et de Tarente, comte de Butera, de Fondi et de la Principauté citérieure, seigneur d'Acerenza, d'Agira, de Brolo, de Calvello, de Longi, de Montalbano Jonico, d'Ocre, de Paternò et de Rapolla, capitaine général et maréchal du royaume de Sicile, vicaire impérial de Toscane, justicier de Sicile et podestat de Padoue.

## Biographie
Appartenant à la famille noble des Lancia (it), Galvano Lancia est le fils, ou selon d'autres, le neveu ex fratre, de Manfredo II Lancia (it). Le nom de sa mère, Béatrice, dame de Paternò, est bien connu. En 1240, l'empereur Frédéric II de Souabe le nomme justicier de Sicile, puis podestat de Padoue, poste qu'il occupe de 1242 à 1244.
Au service du Saint-Empire romain germanique entre 1249 et 1250, il est expulsé par Conrad IV de Hohenstaufen en 1252 pour avoir aidé son neveu Manfred à tenter de s'emparer du trône du royaume de Sicile, contre la volonté du pape Innocent IV.
Réfugié en Pouilles, il y organise en 1254 une armée pour la conquête de la Sicile. Ayant soumis les habitants des fiefs conquis dans les Pouilles, Galvano Lancia obtient de Manfred la domination d'Acerenza, Calvello, Montalbano Jonico et Rapolla, ainsi que le comté de Butera en Sicile et la restitution d'Agira et Paternò, mais échoue à conquérir le royaume de Sicile. En 1256, Manfred le nomme vicaire impérial de Toscane et lui confère les titres de prince de Salerne et de capitaine général et maréchal du Royaume. Par la suite, il obtient d'autres fiefs en Sicile et en Campanie, parmi lesquels le comté de Fondi, à la frontière avec l'État pontifical, qu'il détient au moins de 1261 (avant le 7 juillet) à 1266.
Excommunié en 1268 par le pape Clément IV pour avoir attaqué l'État pontifical, il se range aux côtés du jeune empereur Conradin contre le roi Charles Ier d'Anjou, mais est vaincu et capturé par ce dernier lors de la bataille de Tagliacozzo le 23 août. Les sources divergent quant au destin de Galvano et de son fils Galeotto : certaines suggèrent qu'ils ont été exécutés entre le 12 et le 13 septembre près de Genazzano, tandis que d'autres indiquent que leur dernier supplice a eu lieu le 29 octobre à Naples, peu après la décapitation de Conradin.

## Descendance
Galvano Lancia se marie avec Girolama Fieschi, probablement la sœur du pape Innocent IV, avec qui il a eu plusieurs enfants : Béatrice, qui épouse peu après 1258 Conrad d'Antioche (it), ainsi que Federico, Enrico et Galvano. Devenu veuf, il se remarie en 1256 avec Margherita d'Ocre, fille de Gualtiero di Ocre (it), qui lui apporte en dot la seigneurie d'Ocre. De ce mariage, il a deux autres enfants : Galeotto et Costanza, qui épousent respectivement Cubitosa et Adenolfo d'Aquino, les enfants de Thomas, comte d'Acerra.